# Isla de Santa Cruz (La Coruña)
Isla de Santa Cruz (Illa de Santa Cruz, Illa do Castelo) es una isla española de la provincia de La Coruña, situada frente al pueblo de Porto de Santa Cruz (en la parroquia de Liáns, municipio de Oleiros, Galicia). De 1,9 hectáreas de superficie, es redonda y ligeramente montuosa, estando cubierta de arbolado y jardines y unida a tierra por un puente de madera.

## El Castillo de Santa Cruz

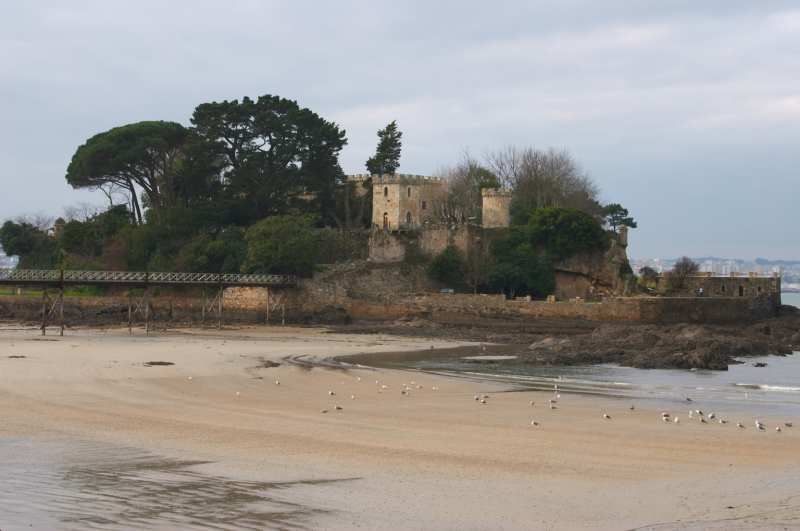
Isla de Santa Cruz durante la bajamar.

En la isla se levanta un castillo hoy dedicado a la investigación y divulgación científica (es sede del Centro de Extensión Universitaria e Divulgación Ambiental de Galicia). De visita obligada, este monumento lo podemos considerar el símbolo del ayuntamiento.
Situado en un enclave de gran belleza tanto natural como paisajística en un islote de la ensenada de Santa Cruz. Fue mandado construir en el siglo XVI por el general Diego das Mariñas para completar el sistema defensivo de la bahía coruñesa. En los siglos posteriores fue perdiendo el valor estratégico hasta convertirse en un pazo de la familia de la escritora Emilia Pardo Bazán. Tras la muerte de la hija de la Condesa fue donado al arma de caballería, que lo destinó a residencia veraniega de huérfanos de militares.
En la actualidad es propiedad del ayuntamiento y alberga el CEIDA. En él se programan exposiciones, cursos y otros actos divulgativos. Cuenta con un fondo permanente y biblioteca. Se organizan visitas guiadas.
En el entorno encontramos ecosistemas bien conservados y un precioso paseo litoral alrededor de la isla unido al resto del paseo mediante una pasarela. 
Desde aquí se puede disfrutar de unas magníficas e inmejorables vistas y de un hermoso recorrido por un paraje extraordinario lleno de magia e historia.
- Datos: Q2878849